# LG 옵티머스 잇
옵티머스 잇(Optimus It)은 LG전자에서 2012년 6월 30일에 출시한 안드로이드 스마트폰이다.

## 지원
- 일본에서 NTT 도코모전용으로 출시되었으며, LTE를 지원한다.

- 방수기능과 DMB와 유사한 원세그 기능을 탑재하였다.

## 역사
- 2012년 5월 16일 : NTT 도코모에서 발표
- 2012년 6월 22일 : 사전예약실시
- 2012년 6월 30일 : 제품 출시